# Yermo
Yermo és un gènere monotípic de plantes herbàcies que pertany a la família de les asteràcies. La seva única espècie: Yermo xanthocephalus, és originària de Wyoming als Estats Units.
És una planta perenne que assoleix una mida de 10-30 cm d'alçada. Les tiges solitàries o en raïms, erectes. Les fulles basals i caulinars (menors distalment); peciolades, làmines palmades 3-nervades (nervis paral·lels ±), lanceolades a ovades o obovades, els marges sencers o dentats. Capitolescències discoides, (25-180) en corimbes terminals en les axil·les de les fulles distals. Els involucres cilíndrics, 3-5 mm de diàmetre amb fulles estretes persistents, en 1-2 sèries de color groc brillant, corol·les grogues. Vilanova tardanament caient, de color blanquinós, amb cerres barbades.
Yermo xanthocephalus va ser descrita per Robert D. Dorn i publicat a Madroño 38(3): 199–201, f. 1. 1991.